# زولتاو
زولتاو(بالألمانية: Soltau) هي بلدة ألمانية تقع في ألمانيا في سكسونيا السفلى. يقدر عدد سكانها بـ 22,044 نسمة .

## المدن التوأمة
مدن استربورغ (آلتمارك)، كولدووتر (ميشيغان)، لاون، Myślibórz و جلونا غورا هي مدن توأمة لـزواتاو.